# 梅力更召
梅力更召（汉语拼音字母：Mergen Jûû），汉名“广法寺”、“梵昌寺”，位于内蒙古自治区包头市阿嘎如泰苏木梅力更嘎查，是一座藏传佛教格鲁派寺院，乌拉特蒙古地区最重要的寺院之一。

## 历史
梅力更召的前身是海日图召。清朝康熙十六年（1677年），信奉佛教的乌拉特人从今呼和浩特的小召请来第一世乃济陀音呼图克图的弟子迪努瓦到乌拉特西公旗（现乌拉特前旗）主持佛教事务，且在黄河边为其建了一座小庙，名为“梅力更葛根召”，习惯称“梅力更召”。“梅力更”是蒙古语的音译，意为“聪明、智慧”。
康熙四十一年（1702年），在梅力更沟（今属包头市）南口新建了一座较大的寺庙，此即如今的梅力更召。康熙四十四年（1705年）开光。自此，海日图召变为西公旗扎萨克的私家庙宇，而新建的庙则成为西公旗旗庙——梅力更召。
梅力更召的兴旺，与该庙第三世葛根罗布桑丹毕佳拉森（一译“劳布桑丹碧扎拉森”）有关。罗布桑丹毕佳拉森生于乌拉特中公旗阿鲁科尔沁苏木牧民罗布章家。5岁被认定为梅力更召的转世灵童坐床继位为活佛。他十分聪慧，在蒙古人中以“墨尔根活佛”（一译“莫日根活佛”）著称，“墨尔根”与“梅力更”为蒙古语“聪慧”一词的不同音译，召名及地名皆由此而来。他精通蒙古文、藏文、梵文3种语言文字，研究蒙古语言文字、诗歌散文十分深入。1765年，他完成蒙古编年史《大蒙古国根本黄金史》。
根据梅力更召庙喇嘛相传，康熙帝曾召集全国有学问的活佛及喇嘛赴北京翻译《甘珠尔》和《丹珠尔》，来自梅力更召的三世活佛罗布桑丹毕佳拉森是其中最有学问的人之一，受康熙帝赏识。1702年，康熙帝赐名梅力更召为“广法寺”，并拜该活佛为敬神喇嘛。此后，梅力更召长期受到清政府重视。1773年，乾隆帝赐予该寺一块用满文、蒙古文、藏文、汉文4种文字书写的“梵昌寺”匾额。
梅力更召占地面积300多亩。整个建筑群倚靠阴山山脉的乌拉山缓坡建成，靠山面河。梅力更召的建筑为汉藏风格相结合，有8座汉式院落僧舍，还有完整的藏式经院及殿堂。鼎盛时期，梅力更召有500多名喇嘛，度牒喇嘛百人，为内蒙古西部较大规模的寺院，也是内蒙古自治区少数一直采用蒙古语念诵全部经书的格鲁派寺院。
梅力更召还收集了不少民间曲调，融合在念经时吹奏的乐曲中。每逢农历正月及七月十五日，举办嘛呢庙会，各个属庙均派人前来焚香诵经。梅力更召曾辖有27座庙宇（登记在册的有24座），活佛传世八代。
文化大革命期间，梅力更召的佛像、经卷、法物被全部洗劫，大量寺庙及房屋被拆毁，幸存的佛殿被挪作他用，经卷大部分遗失，喇嘛被迫还俗。中共十一届三中全会后，随着民族宗教政策落实，梅力更召逐步恢复宗教活动。
斯·孟克巴图，是梅力更召第六世乔尔吉活佛，积极为梅力更召的寺庙修缮、恢复蒙古语诵经等法会、出版经卷进行努力。1992年，梅力更召的经堂、僧舍获修缮重建，蒙古语诵经逐步恢复。但随着老喇嘛先后圆寂，梅力更召能唱诵蒙古语经文者下降到不足10人。为此，从2001年起，梅力更召先后从内蒙古东部地区招收了十余名新学员（小喇嘛），由老诵经师罗布桑僧格亲传蒙古语诵经唱法、动作及佛乐吹奏，并请来内蒙古大学教授格·拉西色楞为这些新学员进行蒙古语、藏语双语教学，效果较好。经过数年学习，这些新学员已能用悠扬的曲调念诵蒙古语佛经。
《梅力更葛根全集》由梅力更召三世活佛罗布桑丹毕佳拉森所著，该书使蒙古语诵经自成体系。1868年，英国人从北京抢掠走《梅力更葛根全集》，收藏在大英图书馆。1995年，日本蒙古学家莲见治雄教授的学生二木博史在英国收集文献资料时，无意中在大英图书馆的藏书中发现《梅力更葛根全集》，复印并带回日本。莲见治雄教授委托其中国学生巴特尔将《梅力更葛根全集》的复印本带给内蒙古师范大学蒙古学家乌·那仁巴图教授。后来，通过包头市政府、九原区政府、梅力更召第六世乔尔吉活佛斯·孟克巴图、英国剑桥大学汉弗莱教授等方面努力，《梅力更葛根全集》影印本终于在2009年回归中国，梅力更召为此举行了《梅力更葛根全集》影印本回归仪式。

## 蒙古语誦经
17 世纪，随着藏传佛教格鲁派传播，蒙古族出现喇嘛用藏语藏调诵经，俗人为子女起藏语名的现象。但很多喇嘛念经仅死记硬背，读懂藏语经文者很少。梅力更召一世葛根迪努瓦主持佛事以来，和该庙一世法王乌格力贡达来一起将梵文、藏文佛经编译为蒙古文经书，并且推行蒙古语诵经，采用蒙古语教学及举办法会。
三世葛根罗布桑丹毕佳拉森将已经完成蒙译的佛经加以完善，根据蒙古族诗歌韵律进行编排，并融入民歌旋律，编创适合用蒙古语诵经的曲调。他还编创查玛舞，将佛经分为小诵、大诵、四大基典3个阶段，以蒙古语教学；每年坚持举办蒙古语诵经会；喇嘛的学位答辩也采用蒙古语。
经梅力更召历代高僧几十年努力，终于创造出梅力更召独有的蒙古语诵经体系。后来蒙古僧人与学者将藏文经书与梅力更召蒙古文经书对照研究时，发现罗布桑丹毕佳拉森编译的蒙古文经书翻译准确，语言生动通俗。韵律诵经易于记忆及教学，促进了蒙译佛经在内蒙古的传播，该诵经体系也确立了梅力更召在蒙古地区佛寺中的独特地位。
很早便有学者对梅力更召三世葛根进行深入研究。英国剑桥大学人类学、社会学系学者也多次到梅力更召开展田野调查。1980年代末，中国国内开始对梅力更召的蒙古语誦经体系进行研究。1992年，内蒙古师范大学、内蒙古大学等单位的学者组成“梅力更葛根（活佛）研究”小组。该研究课题1996年被列为中华人民共和国教育部项目，经日本学者帮助，从英国大英图书馆复制了中国国内已消失的蒙古文木刻版经卷《梅力更葛根罗布桑丹毕坚赞全集》。经过多年努力，先后出版论文集、专著、对原著的注释、汉译等5部丛书，共10卷。此外，还制作一套梅里更召蒙古语诵经曲调录音磁带，并且一并出版了利用五线谱记录了诵经曲谱108段。
影印的木刻版《梅力更葛根罗布桑丹毕坚赞全集》为学者进行研究提供第一手资料，而且部分缓解了梅力更召喇嘛诵经缺乏经卷的问题。但木刻版字迹模糊，刻板时也有些错误。内蒙古大学蒙古学中心（教育部人文社会科学基地）专门就此立项，根据木刻版及藏文原文整理校勘《梅力更庙法会蒙古语念诵仪轨经文集》，已全部完成。全集共收入蒙古文念诵仪轨经卷130余函，60多万字，有待出版。

## 建筑
- 美岱庙：梅力更召最大的殿堂，因其中供奉有泥塑的美岱佛（即释迦牟尼）故得名。墙体为藏式，殿顶为汉式宫殿顶。美岱庙外墙镶有22个砖雕佛龛，佛龛内塑有佛像。[1]
- 少贡沁庙：位于美岱庙前方，比美岱庙略小，门额上挂有满文、蒙古文、藏文、汉文四种文字书写的“广法寺”匾额。墙体为藏式，殿顶为汉式宫殿顶。[1]
- 其他：主体建筑以东错落排布着活佛府以及各学府院落。活佛府由几个小院嵌套而成。另外还有大甲巴府以及五座白塔。喇嘛住房分散在寺庙四周，式样与当地民房接近，为平顶南出水式。[1]